# タスカルーサ (ライヴ)
| 専門評論家によるレビュー | 専門評論家によるレビュー |
| レビュー・スコア         | レビュー・スコア         |
| 出典                     | 評価                     |
| ------------------------ | ------------------------ |
| AllMusic                 | [ 1 ]                    |

『タスカルーサ (ライヴ)』（Tuscaloosa）は、2019年6月7日にアメリカのレコード会社リプリーズ・レコードからリリースされたカナダ系アメリカ人ミュージシャン、ニール・ヤングのライヴ・アルバム。ニール・ヤング・アーカイヴのパフォーマンス・シリーズの第04巻である。

## 概要
このアルバムには、1973年2月5日、アラバマ州タスカルーサで行われたコンサートが収録されている。このコンサートは、ヤングのバックバンド、ザ・ストレイ・ゲイターズとの『Time Fades Away』ツアーの一部だった。後のツアー日程から編集されたアルバム『時は消え去りて』とは異なり、このラインナップにはドラマーのケニー・バトレイ（後にジョニー・バーバタに交代）が参加している。全曲がテープに収められたわけではないので、このアルバムにはコンサート全体が収録されておらず、一方、「The Loner」と 「On the Way Home」は様々な理由で収録されなかった（「The Loner 」は最終的に2020年にアーカイブス加入者向けにストリーミング配信された）。
このアルバムは、2020年にリリースされた『ニール・ヤング・アーカイヴス VOL.II: 1972–1976』のボックスセットにも収録されている。
『タスカルーサ』は当初、ニール・ヤングのウェブサイトで、ファン向けの特典を含む月額定額制でリリースされた。ヤングは、ストリーミング・プラットフォームが低解像度の音楽ストリーミング品質を提供し、ストリーミングごとにアーティストに不平等な支払い方法を提供すると主張し、ストリーミング・プラットフォームを批判することで知られていた。

## 収録曲
| 全作詞・作曲: ニール・ヤング。 |                              |                |                |      |
| #                              | タイトル                     | 作詞           | 作曲・編曲     | 時間 |
| 1.                             | 「Here We Are in the Years」 | ニール・ヤング | ニール・ヤング | 3:56 |
| 2.                             | 「After the Gold Rush」      | ニール・ヤング | ニール・ヤング | 4:42 |
| 3.                             | 「Out on the Weekend」       | ニール・ヤング | ニール・ヤング | 5:29 |
| 4.                             | 「Harvest」                  | ニール・ヤング | ニール・ヤング | 4:14 |
| 5.                             | 「Old Man」                  | ニール・ヤング | ニール・ヤング | 4:17 |
| 6.                             | 「Heart of Gold」            | ニール・ヤング | ニール・ヤング | 3:48 |
| 7.                             | 「Time Fades Away」          | ニール・ヤング | ニール・ヤング | 6:10 |
| 8.                             | 「Lookout Joe」              | ニール・ヤング | ニール・ヤング | 4:59 |
| 9.                             | 「New Mama」                 | ニール・ヤング | ニール・ヤング | 3:01 |
| 10.                            | 「Alabama」                  | ニール・ヤング | ニール・ヤング | 3:50 |
| 11.                            | 「Don't Be Denied」          | ニール・ヤング | ニール・ヤング | 8:09 |
| 合計時間:                      | 合計時間:                    | 52:35          |                |      |

## 参加ミュージシャン
情報源
- ニール・ヤング - ヴォーカル、ギター、ピアノ、ハーモニカ

ストレイ・ゲイターズ
- ベン・キース - ペダル・スティール、スライド・ギター、ヴォーカル
- ジャック・ニッチェ - ピアノ、ヴォーカル
- ティム・ドラモンド - ベース
- ケニー・バトリー - ドラム

レコーディング・エンジニアと制作スタッフ
- ニール・ヤング、エリオット・メイザー - プロデュース
- ジョン・ハンロン - ミキシング
- クリス・ベルマン - マスタリング
- ジョエル・バーンスタイン - 写真